# دوريان نفاذ
دوريان نفاذ (الاسم العلمي:Durio graveolens) هو نوع من النباتات يتبع جنس الدوريان من الفصيلة الخبازية.